# Сакулинское сельское поселение
Саку́линское се́льское поселе́ние — упразднённое муниципальное образование в составе Палехского района Ивановской области России.
Административный центр — село Сакулино.

## Географические данные
- Общая площадь: 33,8 км²
- Расположение: восточная часть Палехского района
- Граничит:
  - на севере — с Пановским сельским поселением Палехского района
  - на северо-востоке — с Пеньковским сельским поселением Палехского района
  - на юге — с Южским районом Ивановской области
  - на юго-востоке — с Верхнеландеховским районом Ивановской области
  - на западе — с Раменским сельским поселением Палехского района
  - на северо-западе — с Майдаковским сельским поселением Палехского района

## История
Образовано 25 февраля 2005 года, в соответствии с Законом Ивановской области N 46-ОЗ «О городском и сельских поселениях в Палехском муниципальном районе».

## Население
| 2002 | 2010 | 2011 | 2012 | 2013 | 2014 | 2015 |
| ---- | ---- | ---- | ---- | ---- | ---- | ---- |
| 645  | ↘491 | ↘488 | ↘470 | ↘449 | ↗450 | ↘425 |

## Состав сельского поселения
| №  | Населённый пункт | Тип населённого пункта       | Население |
| -- | ---------------- | ---------------------------- | --------- |
| 1  | Бородино         | деревня                      | ↘21       |
| 2  | Верзякино        | деревня                      | ↘27       |
| 3  | Гарино           | деревня                      | ↘0        |
| 4  | Дубоколиха       | деревня                      | ↘15       |
| 5  | Жуково           | деревня                      | ↘40       |
| 6  | Залесье          | деревня                      | ↘5        |
| 7  | Казаково         | деревня                      | ↘6        |
| 8  | Кожевниково      | деревня                      | ↘0        |
| 9  | Кочкино          | деревня                      | ↘1        |
| 10 | Левино           | деревня                      | ↘5        |
| 11 | Лодыгино         | деревня                      | ↘11       |
| 12 | Ломаксино        | деревня                      | ↘6        |
| 13 | Подлесново       | деревня                      | ↘0        |
| 14 | Помогалово       | село                         | ↘60       |
| 15 | Сакулино         | село, административный центр | ↗174      |
| 16 | Терехово         | деревня                      | ↘4        |
| 17 | Углецы           | деревня                      | ↘0        |
| 18 | Фалюшино         | деревня                      | ↘6        |
| 19 | Федуриха         | деревня                      | ↘16       |
| 20 | Хотёново         | деревня                      | ↘83       |
| 21 | Шоготово         | деревня                      | ↘11       |

## Местное самоуправление
Администрация сельского поселения находится по адресу: 155625 Палехский район с. Сакулино д. 26.
Главой поселения и Главой администрации является Кукушкин Михаил Фёдорович  (недоступная ссылка).